# گتتاپولا
گتتاپولا (به لاتین: Gettapola) یک منطقهٔ مسکونی در سری‌لانکا است که در استان مرکزی (سری‌لانکا) واقع شده‌است.